# لشکر ۳۶ پیاده (بریتانیا)
لشکر ۳۶ پیاده بریتانیا (انگلیسی: 36th Infantry Division) لشکر پیاده‌نظام نیروی زمینی بریتانیا و تحت امر ارتش هند بریتانیا بود، که در سال ۱۹۴۴ تأسیس شد و در سال ۱۹۴۵ منحل گردید.
لشکر ۳۶ پیاده‌نظام یک لشکر پیاده‌نظام در طول جنگ جهانی دوم بود. این لشکر متعاقباً در سپتامبر ۱۹۴۴ به عنوان یک تشکیلات ارتش بریتانیا، لشکر ۳۶ پیاده‌نظام، دوباره نامگذاری شد. این لشکر در هند و در طول نبرد برمه خدمت کرد. پس از پایان جنگ، منحل شد و واحدهای بریتانیایی باقی‌مانده آن به لشکر دوم پیاده‌نظام بریتانیا منتقل شدند.